# Joachim Wenning
Joachim Wenning (* 1965 in Jerusalem) ist ein deutscher Manager. Wenning ist seit 27. April 2017 Vorstandsvorsitzender der Münchener Rückversicherung.

## Leben
Wenning studierte Volkswirtschaft in München, wo er 1991 mit Diplom abschloss. Bis 1995 arbeitete Wenning an seiner Dissertation, die er mit der Promotion zum Dr. oec. publ. abschloss. Im Mai 2005 wurde er zum CEO der Neuen Rück in Genf bestellt. 2009 wurde er in den Vorstand der Münchener Rück berufen. Er war dort zunächst verantwortlich für das Ressort Life, ab Oktober 2013 für den Zentralbereich Human Resources und gleichzeitig Arbeitsdirektor.

## Privat
Wenning ist verheiratet und hat eine Tochter.